# Битва при Буксаре
Битва при Буксаре (англ. Battle of Buxar) — сражение, произошедшее 22 октября 1764 года у городка Буксар в Бихаре, на берегу Ганга, между 7-тысячным отрядом Британской Ост-Индской компании под командованием майора Гектора Манро и объединёнными силами падишаха Могольской империи Шах Алама II и навабов Бенгалии и Ауда.

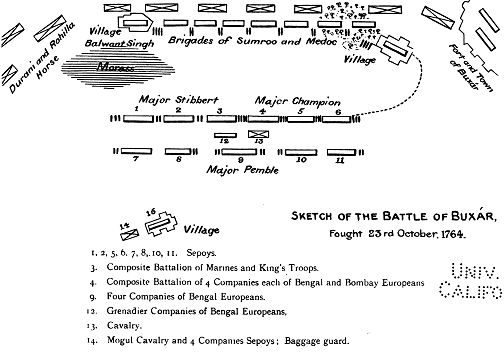
Карта сражения

Британская армия насчитывала 7071 человек, в том числе 857 британцев, 5297 индийских сипаев и 918 индийских кавалеристов. Численность армии альянса оценивалась в более чем 40 000.
Мирза Наджаф Хан командовал правым флангом имперской армии Великих Моголов и первым на рассвете выдвинул свои силы против майора Гектора Манро. Британские войска были построены в течение двадцати минут и отразили наступление армии противника. По словам британцев, афганская кавалерия Дуррани и Рохилла также сражалась в различных стычках. К полудню битва закончилась. Шуджа ад-Даула взорвал три огромных склада пороха, чтобы не достались британцам.
Манро разделил свою армию на несколько колонн и особенно преследовал визиря Великих Моголов Шуджа аль-Даулу, навваба Авада, который в ответ взорвал свой понтонный мост после перехода через реку, тем самым бросив императора Великих Моголов Шаха Алама II и его полки. Мир Касим также бежал, но позже покончил жизнь самоубийством. Мирза Наджаф Хан реорганизовал части вокруг Шаха Алама II, который отступил, а затем решил вести переговоры с победившими британцами.
Таким образом, отсутствие координации между тремя союзниками стало причиной их решительного поражения. Победители захватили 133 артиллерийских орудия и более 1 миллиона рупий деньгами. Вскоре после битвы Манро решил помочь маратхам, хорошо известным своей непримиримой и непоколебимой ненавистью к империи Великих Моголов.
Несмотря на подавляющее численное преимущество, битва обернулась тяжёлым поражением для индийских правителей, которые преследовали различные цели и с трудом находили общий язык между собой. Поражение заставило их подписать с лордом Клайвом унизительный Аллахабадский договор.
По условиям договора (п. 7) в управлении Ост-Индской компании в течение года оставались 400 тысяч км² на востоке Индии (штаты Орисса, Бихар, Западная Бенгалия, Джаркханд, Уттар-Прадеш, часть Бангладеш). Тем самым Ост-Индская компания, прежде действовавшая в Индии через марионеточного наваба Бенгалии, становилась крупнейшей политической силой Южной Азии.